# Complot de las patitas de chancho
Complot de las patitas de chancho es el nombre que recibe un plan organizado entre septiembre y octubre de 1948 para generar un golpe de Estado que derrocara al presidente chileno Gabriel González Videla.
Este complot fue organizado por oficiales y suboficiales del Ejército de Chile y de la Fuerza Aérea de Chile junto a algunos políticos con el fin de instalar en el poder al general Carlos Ibáñez del Campo, que ya había gobernado el país entre 1927 y 1931.
A pesar del sigilo inicial, la organización del complot fue advertida por el presidente, quien ordenó a la Fiscalía Militar de Santiago hacer una investigación, la cual desbarató el complot. El 31 de octubre, Ibáñez y el comandante de la aviación, Ramón Vergara Montero, fueron detenidos. Vergara Montero, uno de los cabecillas del plan, fue condenado a cinco años de cárcel, mientras Ibáñez sería desterrado por tres años. Ambos además deberían cancelar una multa de 50.000 pesos chilenos ($1.175 dólares de la época). En tanto, González Videla introdujo al Congreso una moción para aumentar en un 20% el sueldo de las Fuerzas Armadas para así reducir el descontento militar.
Por otro lado, el intento golpista deterioró severamente las relaciones con el gobierno de Argentina liderado por el general Juan Domingo Perón, que de acuerdo a diversas informes, habría alentado la insurrección. El cónsul argentino Luis Zervino fue procesado por el juez a cargo de la investigación y fue considerado persona non grata por el gobierno radical. 
La defensa jurídica del general Ibáñez fue asumida por el abogado Mario Montero Schmidt, quien luego sería ministro de dos carteras en su segundo gobierno, en 1954.
Así dadas las cosas, el 24 de enero de 1949, la Corte Suprema dejaría al general Ibáñez absuelto de toda responsabilidad, mientras que negaría cualquier "influencia extranjera" en la promoción del golpe. A pesar de ello, las relaciones entre Chile y Argentina se mantendrían extremadamente tensas. En tanto, Ibáñez sería elegido ese mismo año como senador, cargo que le serviría como plataforma para convertirse en el candidato favorito para las elección presidencial de 1952, la cual ganaría finalmente.
El curioso nombre que recibió este complot se originó debido a que gran parte de las reuniones de los rebeldes se realizaron en un restaurante en San Bernardo, al sur de Santiago, cuya especialidad era el causeo de patas de cerdo, un plato popular de la gastronomía chilena.
En el lenguaje coloquial el incidente con sus implicaciones quedó como dicho durante muchos años, la expresión "le gustan las patitas de chancho" significaba originalmente que una persona no era de fiar, para con el tiempo referirse a la supuesta homosexualidad de una persona; esta expresión hoy esta en total desuso, siendo empleada casi exclusivamente por personas muy mayores.   